# Хоменко, Сергей Анатольевич
Сергей Анатольевич Хоменко (укр. Сергій Анатолійович Хоменко; 22 августа 1971 — 8 января 2020, Тегеран) — украинский военный и гражданский лётчик. Был вторым пилотом самолёта Boeing 737 во время его катастрофы под Тегераном. Герой Украины (2020, посмертно).

## Биография
Родился 22 августа 1971 года. Окончил Оренбургское высшее военное авиационное Краснознамённое училище лётчиков имени Ивана Семёновича Полбина. Карьеру военного лётчика начал в рядах транспортной авиации Воздушных сил Украины, после чего четырнадцать лет прослужил в составе экипажей различных самолётов. Прошёл путь от пилота Ту-134 до командира 15-й бориспольской бригады транспортной авиации. В звании полковника уволен в запас. После ухода в запас продолжил карьеру лётчика служа в гражданской авиации.
8 января 2020 года погиб в результате сбития Boeing 737 под Тегераном ракетами противовоздушной обороны Ирана .

## Награды
- Звание Героя Украины с вручением ордена «Золотая Звезда» (29 декабря 2020, посмертно) — «за героизм и самоотдачу, проявленную при выполнении служебного долга…».[4].